# Allamoore
Allamoore (às vezes grafada como Allamore) é uma pequena comunidade não incorporada localizada no condado de Hudspeth, no estado norte-americano do Texas. Fica localizada ao norte da autoestrada interestadual 10, aproximadamente 35 quilômetros a sudeste de Sierra Blanca e 18 quilômetros ao oeste de Van Horn. A sua população era estimada em 25 habitantes, conforme o censo de 2000, e é também uma das poucas cidades do Texas que fica no Fuso Horário da Montanha [en] junto com o El Paso.

## Ensino
No ano letivo de 1988–89, o Distrito Escolar Comum de Allamoore, com 2 000 milhas quadradas (5 000 quilômetros quadrados) (rebatizado Distrito Escolar Independente de Allmoore em 1993), teve uma matrícula total de três alunos – a menor matrícula do Texas. No dia 1 de julho de 1995, o DEI de Allamoore se associou com o Distrito Escolar Independente do Condado de Culberson com base no vizinho Van Horn, para formar o Distrito Escolar Independente do Condado de Culberson-Allamoore.